# Heises Hof
Heises Hof ist ein Wohnplatz der Gemeinde Grünow des Amtes Gramzow im Landkreis Uckermark in Brandenburg.

## Geographie
Der Ort liegt drei Kilometer nordöstlich von Grünow und acht Kilometer östlich von Prenzlau. Die Nachbarorte sind Ludwigsburg und Cremzow im Nordosten, Grenz im Osten, Mönchehof im Südosten, Drense im Süden, Grünow im Südwesten sowie Baumgarten im Nordwesten.